# Amt Molfsee
L’ Amt Molfsee est un Amt, c'est-à-dire une forme d'intercommunalité du Schleswig-Holstein, dans l'arrondissement de Rendsburg-Eckernförde, dans le Nord de l'Allemagne. Il regroupe six municipalités et 8 850 habitants (en décembre 2021).

## Source de la traduction
- (de) Cet article est partiellement ou en totalité issu de l’article de Wikipédia en allemand intitulé « Amt Molfsee » (voir la liste des auteurs).